# Willis Tower
Willis Tower je 108- katni, američki neboder smješten u Chicagu u saveznoj državi Illinois. Kada je izgrađen 1973. godine postao je najviši neboder na svijetu prešavši do tada najviši "Svjetski trgovački centar" u New York Cityu.
Izgradnja je trajala 3 godine od 1970. do 1973. Willis Tower je trenutno najviša građevina u SAD-u i četvrta po visini najviša samostojeća građevina na svijetu.
Najviša je bila 24 godine do izgradnje "Petronas Twin Towersa" u Kuala Lumpuru u Maleziji. U ljeto 2009. godine neboder je trebao promijeniti naziv iz "Sears Tower" u današnji oblik "Willis Tower". 

## Izgradnja
Vidi još: Popis najviših nebodera svijeta
1969. godine korporacija Sears, Roebuck & Co. koja je imala preko 350 000 zaposlenika odlučila je u centru Chicaga izgraditi samostojeći objekt kojem će namjena biti uredske prostorije i komunikacije.
Za glavnog arhitekta postavljen je Bruce Graham, a za inženjera je postavljen je bengalski stručnjak Fazlur Khan.
Kako je izgradnja brzo prolazila, tako su se katovi nizali svakih desetak dana po jedan što je bilo za ono doba nevjerojatno.
1973. godine neboder je postigao svoju visinu od 443 metra, a 1982. nadodana je antena s kojom je Willis bio visok 500 m.
Kasnije je antena produžena radi lakšeg hvatanja signala američke televizijske kompanije NBC te sada visina Willisa s antenama iznosi 527 m.

### Pogled
22. lipnja, 1974. godine na tornju je otvoren kat s kojeg posjetioci mogu vidjeti cijeli Chicago i okolicu. Smješten je na 103. katu na 412 metru nebodera.
Na kat za razgledavanje voze 2 dizala kojima treba otprilike 60 sekundi da dođu do 103. kata. 1999. godine poznati francuz Alain Robert zvan "Spiderman" popeo se na vrh zgrade bez pomoći užeta te su ga po povratku na ulicu uhitili policajci.

### Film i televizija
Willis Tower korišten je na mnogim filmskim i televizijskim projetima tokom godina. Često je korišten kao dio seta, a pojavio se u filmu "Ferris Bueller's Day Off" u glavnoj ulozi s Matthewom Broderickom i krimi seriji Monk.
Još je jedan penjač osvajao vrh Willisa, bio je to Dan Goodwin koji je 1981. godine obučen u superheroja Spidermena osvojio vrh, iako su ga vatrogasci i policija cijelo vrijeme pokušavali zaustaviti.

### Statistika
- Najviša je zgrada u gradu Chicagu i cijelom SAD-u, ali je također najviša točka u Illinoisu.

- Toranj Willis godišnje udari munja 600-650 puta.

- WC na 103. (412 m) katu zgrade je do otvaranja "Shanghai World Financial Center" (422 m) bio WC na najvišoj visini u ovoj hemisferi.

## Vanjske poveznice
- Chicago Skydeck

- Službene stranice

- emporis.com

- Veliki neboderi.com

- Tixik.com  Arhivirana inačica izvorne stranice od 23. srpnja 2009. (Wayback Machine)